# Daniels County
Daniels County är ett administrativt område i delstaten Montana, USA. År 2010 hade county 1 751 invånare. Den administrativa huvudorten (county seat) är Scobey. 

## Geografi
Enligt United States Census Bureau har countyt en total area på 3 696 km². 3 695 km² av den arean är land och 1 km² är vatten. 

### Angränsande countyn
- Valley County, Montana - väst
- Roosevelt County, Montana - syd
- Sheridan County, Montana - öst
- gränsar till Saskatchewan, Kanada i norr

### Städer och samhällen
- Scobey
- Flaxville